# 布鲁塞尔化

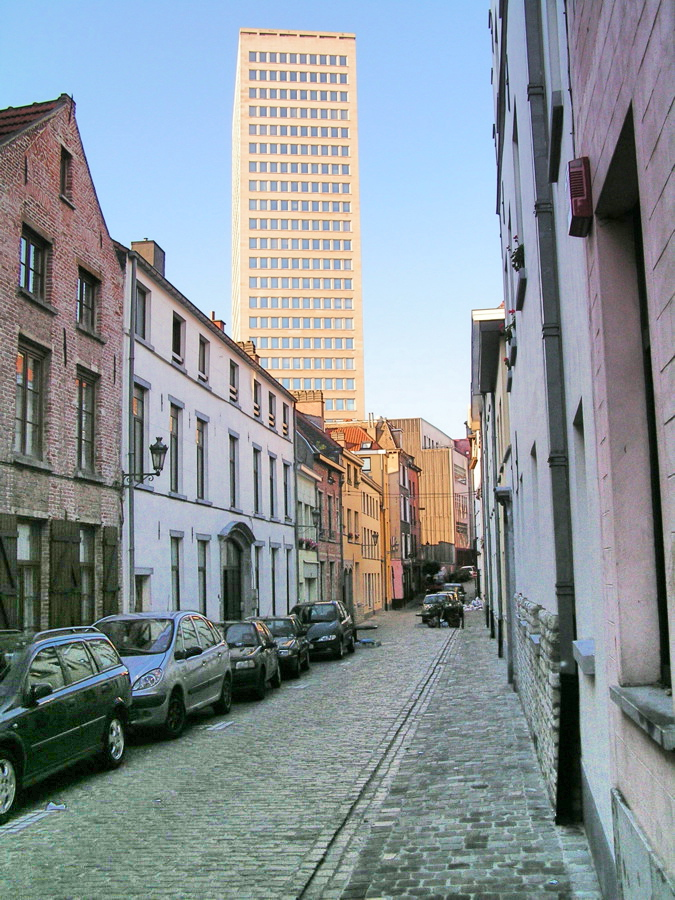
在布鲁塞尔，许多历史建筑被拆除，取而代之的是普通的现代建筑。这座摩天大楼位于维克多·奥尔塔的人民住宅旧址上。

布鲁塞尔化是指城市规划中将现代高层建筑随意并不加选择地引入中产阶级街区内。该词语目前已经成为了随意的城市开发和再开发的代名词。由于缺乏城市分区的法规，以及市政府对城市规划采取自由放任的态度，从1960年代到1970年代，比利時首都布鲁塞尔的整体城市发展呈现出不受控制的状态。

## 历史先例
1950年代以前，布鲁塞尔经历了两次城市格局的巨大变化。首先是从1866年到1883年，布鲁塞尔修建了司法宫，这是当时整座城市修建的最大建筑，为此拆除了马罗勒街区的一部分。其次是从1911年到1952年，布鲁塞尔的城市格局发生了两次巨变。首先是在遮盖了塞讷河后，仿照巴黎建造了直线中央大道，并修筑了南北铁路连接，但这使得城中留下了不少被垃圾填充的暗沟。
自从1695年路易十四的军队用大炮轰炸布鲁塞尔以来，布鲁塞尔又经历了试图给该市赋予帝国首都形象的利奥波德二世的统治时期，作家安德烈·德弗里斯（André de Vries）因此断言，“除了一些教堂和市政厅外，几乎没有一栋1695年之前的建筑仍然存在”在城市之中。到20世纪中叶，开发商和地方政府之间形成了默契的联盟，他们提出了现代主义议程，并专注于大型开发项目上，同时将布鲁塞尔市民大抵被排除在讨论之外。

## 演变过程

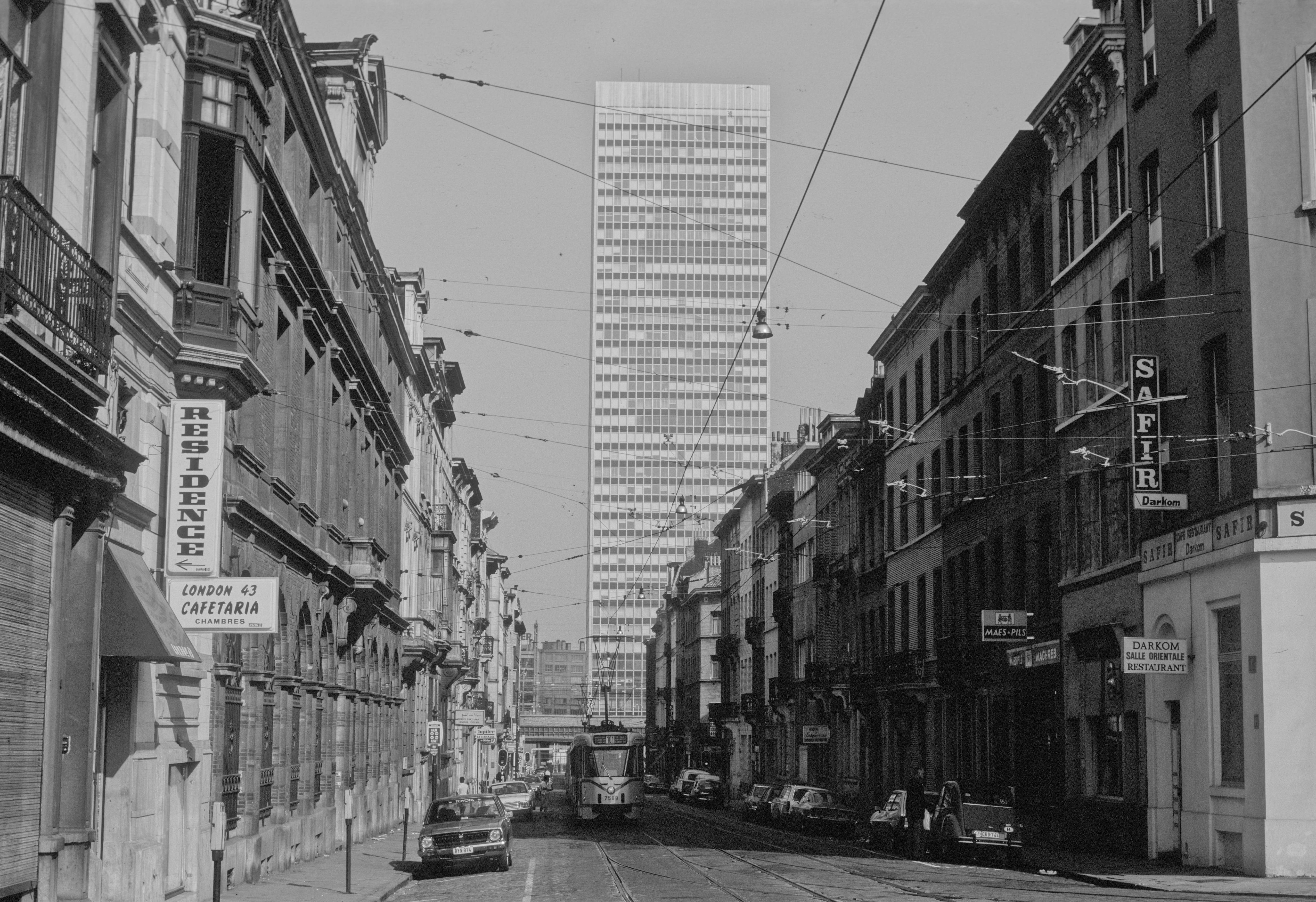
1980年，从布鲁塞尔南火车站附近的俄罗斯街看到的布鲁塞尔化

为迎接1958年的布鲁塞尔世界博览会，布鲁塞尔进行了城市更新。大量建筑被拆除，而不论一个建筑是否具有历史意义或者建筑特色；高容量的方形办公楼或公寓楼取而代之，林荫大道和隧道不断落成，以方便迅速增加城市工作和生活的人数并改善交通。其中，为开发北区高层商业区而大规模拆除联排别墅，曾引发过争议。
从1959年欧盟委员会总部的建设开始，布鲁塞尔作为欧盟和北约中心的角色带来了进一步的根本性变化。1990年代高铁网络的建设则为推平联排别墅提供了借口。为建设现代办公或酒店设施，布鲁塞尔南站附近的街区被夷为平地。
这些变化引起了市民、环保主义组织和文物保护组织的强烈抗议。1965年，维克多·奥尔塔的新艺术风格建筑人民住宅之拆除，1978年IBM大厦的建设均引发过抗议。建筑师为表达抗议，在建筑学界创造了“布鲁塞尔化”这一名词。里昂·克里尔和莫里斯·库洛等建筑师为此提出了反资本主义的城市规划理论，以抵抗其所目睹之席卷布鲁塞尔的猖獗的现代主义风格建筑。

## 门面主义

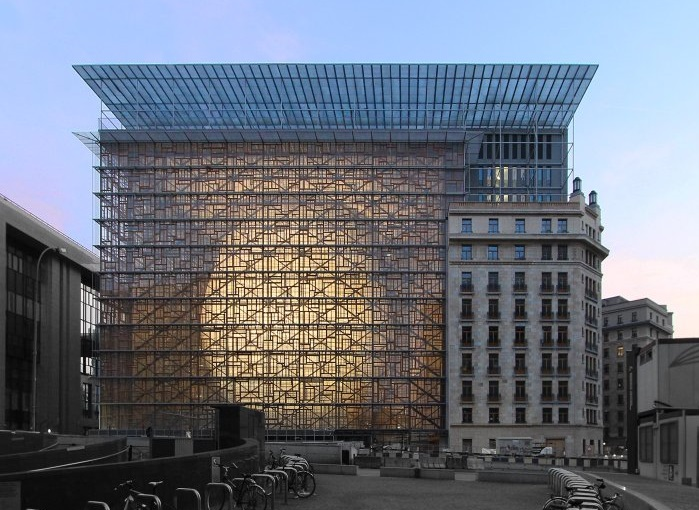
欧罗巴大楼位于部分拆除和翻新的王宫内，是当代布鲁塞尔化的一个例子

到1990年代，布鲁塞尔出台法律以限制被认为具有建筑或历史意义的建筑物之拆除。1991年《城市规划法》赋予地方当局以历史、美学或文化意义为由拒绝拆除请求的权力，并指定建筑遗产区。1993年的《遗产保护法》赋予布鲁塞尔首都大区政府指定因历史原因而受到保护的建筑物的权力。但由于负责拆除许可的是该地区的十九个市政当局，大区政府并没有能够阻止历史建筑之拆毁，直至布鲁塞尔大区单一许可证制度的引入。1999年，市政府的城市发展规划明确宣布高层建筑在建筑上与市中心现有的美学不相容。“门面主义”应运而生，即摧毁历史建筑的整个内部，同时保留其历史外观，并在其后面或周围建造新建筑。

### 引用
1. 1 2 3 4 5 6  State 2004，第51–52頁.
2. 1 2  Stubbs & Makaš 2011，第121頁.
3. 1 2  Béghain & Gabilliet 2004，第109頁.
4. ↑  Papadopoulos 1996，第66頁.
5. ↑  Romańczyk, K. M. . Cities. 2012, 29 (2): 126–132. doi:10.1016/j.cities.2011.08.007.
6. ↑  Vandendaele & Leblicq 1980，第270頁.
7. 1 2  De Vries 2003，第14頁.
8. ↑  Swyngedouw & Moyersoen 2006，第158頁.
9. 1 2  Elliott & Cole 2010，第64頁.
10. 1 2 3 4 5  Stubbs & Makaš 2011，第120頁.
11. ↑  Lagrou 2003，第303頁.
12. ↑  Hein 2004，第264頁.

## 拓展阅读
- Käpplinger, Claus. . Bauwelt. 1993, 84 (40–41): 2166–75 （German）.
- Robert, Francois. . Le Soir. 10 July 2009  [2024-03-08]. （原始内容存档于2016-12-20） （French）.
- Robert, Francois. . Le Soir. 9 July 2009  [2024-03-08]. （原始内容存档于2016-12-20） （French）.
- . Les Nouvelles du Patrimoine. May 1993, (49) （法语）.